# Euagathis borneoensis
Euagathis borneoensis är en stekelart som beskrevs av Szepligeti 1902. Euagathis borneoensis ingår i släktet Euagathis och familjen bracksteklar. Inga underarter finns listade i Catalogue of Life.